# 柴村
柴村（しばむら）は、愛媛県喜多郡にあった村。現在の大洲市柴などにあたる。

## 地理
- 河川：肱川

## 歴史
沿革
- 1889年（明治22年）12月15日 - 町村制の施行により、柴村および下須戒村の一部（都梅・峰大越・小田際）の区域をもって発足。
- 1922年（大正11年）1月1日 - 滝川村と合併して白滝村が発足。同日柴村廃止。

## 経済
農業
『大日本篤農家名鑑』によれば、柴村の篤農家は「宮部直尋、木谷和三郎」などである。

## 出身・ゆかりのある人物
- 泉平次郎（農業）[2]

1898年生。養父・猶治郎は村会議員、区長、社寺総代、消防組小頭等を歴任。
- 清水嘉一郎（木炭雑貨商）[3]

1878年生。1912年、在郷軍人柴村分会長に就任。1918年、柴村消防組組頭に就任。1920年、柴村保安組合長に就任。部落区長、総代、村社総代等を歴任。